# Rosa Domm
Rosa Elisabeth Maria Domm (* 12. Oktober 1998 in Bielefeld) ist eine deutsche Politikerin (Bündnis 90/Die Grünen) und seit 2020 Mitglied der Hamburgischen Bürgerschaft.

## Leben
Domm wuchs in Bielefeld auf und legte 2016 ihr Abitur am Friedrich-von-Bodelschwingh Gymnasium ab. Sie war Mitglied der Jugendjury des Sehsüchte Filmfestivals 2016. Anschließend arbeitete sie an eigenen Filmprojekten und als 2. Regieassistentin und Script/Continuity in Berlin und München, u. a. mit Student-Academy-Award-Preisträger Alex Schaad und Poetry Slammerin Fee. Rosa Domm schloss 2023 einen Bachelor of Science in Psychologie an der Universität Hamburg ab. Sie war Stipendiatin der Heinrich-Böll-Stiftung. Derzeit studiert Domm im Master Klinische Psychologie und Psychotherapie an der Universität Hamburg. Domm wohnt in Hamburg-Eilbek.

## Politik
Domm trat nach den Bundestagswahlen 2017 der Grünen Jugend und Bündnis 90/Die Grünen bei. Sie wurde im Dezember 2017 in den Landesvorstand der Grünen Jugend Hamburg gewählt und vertrat den Landesverband von 2018 bis 2019 als Sprecherin. Domm setzt sich für konsequenten Klimaschutz und eine sofortige Mobilitätswende ein. Sie war von Januar 2019 bis Januar 2020 neben Gerrit Fuß Sprecherin der Landesarbeitsgemeinschaft Mobilität und Verkehr von Bündnis 90/Die Grünen Hamburg. 2019 wurde sie gemeinsam mit Ivy May Müller als Spitzenkandidatin der Grünen Jugend Hamburg zur 22. Hamburgischen Bürgerschaftswahl gewählt. Im Oktober 2019 stellte Bündnis 90/Die Grünen Hamburg-Wandsbek sie als Wahlkreiskandidatin im Wahlkreis Wandsbek auf.
Rosa Domm wurde am 23. Februar 2020 mit 21 Jahren als zum Zeitpunkt der Wahl jüngste Abgeordnete der 22. Wahlperiode in die Hamburger Bürgerschaft gewählt. Sie erlangte eines der vier Direktmandate im Wahlkreis Wandsbek und erhielt mit Platz 31 die acht meisten Stimmen auf der Landesliste von Bündnis 90/Die Grünen Hamburg.
Im Juni 2023 wurde Domm von Bündnis 90/Die Grünen Hamburg zur Hamburger Spitzenkandidatin zur Europawahl 2024 gewählt. Auf der Wahlliste von Bündnis 90/Die Grünen zur Europawahl 2024 kandidierte sie auf Platz 21, errang damit bei der Europawahl 2024 jedoch kein Mandat im Europäischen Parlament.
Im März 2025 verteidigte Rosa Domm bei der Bürgerschaftswahl 2025 ihr Direktmandat im Wahlkreis Wandsbek mit 26.329 Stimmen und wurde erneut Mitglied der Hamburgischen Bürgerschaft. Auf der Landesliste von Bündnis 90/Die Grünen Hamburg erhielt sie auf Platz 10 die viertmeisten Stimmen. Im Juni 2025 wurde Rosa Domm zur stellvertretenden Vorsitzenden ihrer Fraktion gewählt.